# Sexy (Müller-Westernhagen-Lied)
Sexy ist ein Lied des deutschen Pop-Rock-Sängers Marius Müller-Westernhagen aus dem Jahr 1989.

## Entstehung und Veröffentlichung
Das Lied wurde von Westernhagen selbst geschrieben und produziert. Bei der Produktion stand ihm René Tinner zur Seite.
Die Erstveröffentlichung von Sexy erfolgte im August 1989 als Single bei WEA Records. Diese erschien als 7″-Single mit der B-Seite Bruder. Am 25. August 1989 erschien das Lied als Teil von Westernhagens zwölftem Studioalbum Halleluja, dessen erste Singleauskopplung es ist.

## Inhalt
Das Lied handelt von einem Mann, der einer Frau sexuell verfallen ist. Im Liedverlauf wird dann allmählich klar, dass es sich bei dem Mann um den Sänger selbst handelt, der das Lied im Lyrischen Ich vorträgt.

## Charts und Chartplatzierungen
| ChartsChartplatzierungen | Höchstplatzierung | Wochen |
| ------------------------ | ----------------- | ------ |
| Deutschland (GfK)        | 24 (14 Wo.)       | 14     |